# Breakdance

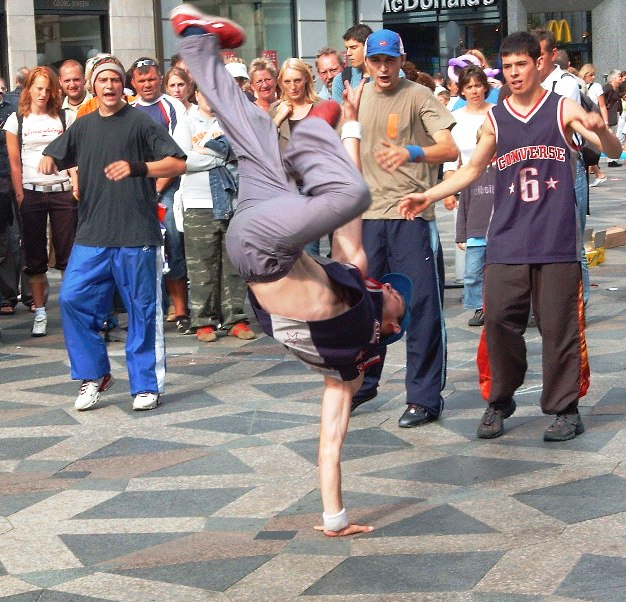
Break urbana del hip-hop

El breakdance, també anomenat B-boying/B-girling o break, és un estil de dansa urbana que va aparèixer a Nova York a l'últim quart del segle xx. Va sorgir dels xics que ballaven als ritmes dels beats o breaks que punxaven els DJ, que combina moviments aeròbics i rítmics influenciats per la capoeira, les arts marcials asiàtiques, el funk, la gimnàstica i diferents balls aborígens africans, especialment DJ Kool Herc. A la persona que practica aquest ball se'l denomina b boy (home), b girl (dona), fly girl (dona) o breaker (home o dona).
El break dance és d'un dels quatre pilars de la cultura urbana del hip-hop, la dansa; els altres són el rap (cançó, poesia), el DJ'ing (música) i els grafits (escriptura, composició plàstica o visual).

## Terminologia
El terme deriva dels ballarins que guardaven els seus millors moviments per a la pausa instrumental d'un disc de ball. Alguns ballarins arribaven a no ballar fins al descans. Als primers temps del hip-hop, els discjòqueis barrejaven dues còpies del mateix disc per prolongar el break en el que es va conèixer com a breakbeat.  Segons el DJ Kool Herc, breaking era un argot dels anys 70 per a getting excited, acting energetically  o causing a disturbance.
- El pioner del hip-hop Kurtis Blow va utilitzar la paraula «Breakdancing» en un article de Bill Adler del 1980 al New York Daily News.[6] El terme s'utilitza sovint per referir-se a la dansa en la cultura popular i en la indústria de l'entreteniment convencional. El terme pausa s'ha utilitzat en música, particularment en jazz des de la dècada del 1920, en què un músic solista té un descans per tocar en solitari durant un temps. El terme breakdance s'ha convertit en un terme paraigua que inclou estils de dansa basats en Califòrnia com el popping, el locking i l'electric boogaloo, a més del b-boying amb seu a Nova York.[7][8][9]

Un practicant d'aquest ball s'anomena b-boy, b-girl, breakdancer o breaker. Els termes b-boy (break-boy), b-girl (break-girl) i breaker eren els termes originals utilitzats per descriure els ballarins que actuaven amb breakbeats.
- La majoria de pioners i professionals notables prefereixen els termes antics b-boying i breaking. Frosty Freeze, de la Rock Steady Crew, ha dit: «Érem coneguts com a b-boys»; la pionera del hip-hop Afrika Bambaataa ha dit: «Els b-boys, [són] el que anomeneu break boys... o b-girls, el que anomeneu break girls».[10] El cofundador de Rock Steady Crew Santiago Jo Jo Torres, el membre de Rock Steady Crew Marc Mr. Freeze Lemberger, l'historiador del hip-hop Fab 5 Freddy i els rapers Big Daddy Kane i Tech N9ne utilitzen el terme b-boy.[10]

Alguns entusiastes consideren el breakdance un terme ignorant i fins i tot pejoratiu. Altres ho utilitzen per referir-se despectivament a ballarins formats a l'estudi que poden realitzar els moviments però que no viuen un estil de vida b-boy. Encara hi ha qui fa servir el terme ballarí de breakdancer per menysprear aquells que aprenen el ball per benefici personal en lloc de per compromís amb la cultura. Molts acusen els mitjans de comunicació de presentar una versió simplificada del ball que se centra en els trucs en lloc de la cultura.

## Història

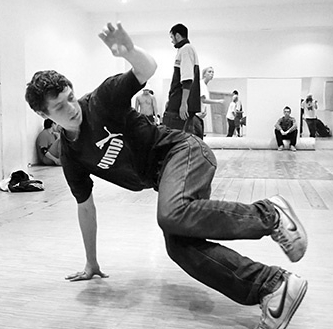
Un breaker practicant downrock en un estudi de Moscou

### Precursors
Molts elements van evolucionar fins a trencar-se molt abans de la dècada del 1970. Michael Holman escriu que les danses de l'Àfrica Occidental interpretades per esclaus, com ara Juba, van introduir el xifratge —un cercle de ballarins on cada ballarí fa un torn per ballar— i un element perdurable de competició a la dansa afroamericana primerenca. Després que els immigrants irlandesos comencessin a arribar als Estats Units a la dècada de 1850, els afroamericans van combinar la dansa Juba amb el jig irlandès per desenvolupar el claqué. Segons Holman, el claqué té "connexions amb tots els altres balls que finalment van evolucionar cap al breaking".
Segons l'investigador de dansa Harri Heinilä, "Ha quedat clar que el 'Breakdance' i altres danses relacionades amb el hip-hop, com a mínim, s'assemblen o fins i tot van ser heretades de danses afroamericanes anteriors, que s'han anomenat col·lectivament dansa de jazz des que aquest terme va aparèixer el 1917 i es va establir a finals de la dècada del 1920". Per exemple, el 1942, el curtmetratge The Caravan de 'The Mills Brothers' presentava una seqüència de dansa que té una semblança sorprenent amb el breakdance modern. L'artista va entrar al centre d'un cercle format per espectadors, començant amb moviments similars al Charleston, fent ressò de l'estil de Toprocking/Uprocking. Després va executar un backflip, va caure de cara a terra i va fer la transició a girs, girant el cos horitzontalment amb el suport de les mans i els peus. Després, es va aixecar, va girar i va fer una dansa de jazz a l'estil Eagle Rock abans de sortir del cercle.
Alguns autors afirmen que el breaking i la capoeira tenen un origen africà comú, mentre que d'altres afirmen que la capoeira va influir directament en el breaking. També hi ha proves d'un estil de dansa similar a Kaduna, Nigèria, el 1959. Els pioners del B-boy Richard Crazy Legs Colon i Kenneth Ken Swift Gabbert, tots dos de Rock Steady Crew, citen James Brown i les pel·lícules de Kung Fu (en particular, les pel·lícules de Bruce Lee) com a influències. Molts dels moviments acrobàtics, com ara el flare, mostren connexions clares amb la gimnàstica.

### Els inicis
El breaking no es va convertir en un estil de ball distintiu fins a la dècada del 1970 en festes al Bronx, Nova York. Va ser en aquestes festes que el DJ Kool Herc, un pioner dels DJ amb seu al Bronx, va desenvolupar seccions de breakdown rítmic canviant simultàniament entre dues còpies del mateix disc, creant breaks. Reproduint en bucle els discos i les seves pauses simultànies, va poder prolongar la pausa i proporcionar una base rítmica i d'improvisació per als ballarins: Herc li diu a Jeff Chang al seu llibre Can't Stop Won't Stop (2005): "I un cop van sentir això, això va ser tot, no hi va haver volta enrere. Sempre volien sentir pauses rere pauses rere pauses rere pauses".
L'investigador de dansa Serouj Aprahamian va argumentar que els afroamericans "van donar a llum i cultivar la dansa gairebé exclusivament durant els seus anys de formació", mentre que d'altres, com Anna Beatrice Scott, van argumentar que els nuyoricans formaven part del breakdance des dels seus orígens a la dècada del 1970.
El breaking dance va provocar batalles de ball i sessions de ball conegudes com a cyphers, cercles competitius en què els participants es tornaven a ballar envoltats d'espectadors. La Nació del Cinc % va utilitzar per primera vegada el terme cífre per denotar cercles de persones. En resposta al creixement de grups competitius que de vegades incloïen premis en metàl·lic, títols i dret a presumir, es van començar a formar equips com el Rock Steady Crew o el Mighty Zulu Kingz.
Durant els anys vuitanta, experimenta una expansió en l'àmbit mundial, i des de molt aviat apareixen breakers a diferents continents.
L'escena del breakdance de la Costa Oest dels anys vuitanta i noranta va ser un moviment vibrant i influent, caracteritzat per l'aparició de grups pioners, espais impulsats per la comunitat i estils de dansa innovadors. Figures clau com Lil’Cesar i l'activista Ted Hayes van tenir un paper important en la configuració d'aquest paisatge cultural.

### Uprock
El breaking va començar com a toprock, uns moviments de ball orientats al treball de peus que es realitzaven drets, però a mesura que els equips de ball van començar a experimentar, el breaking va prendre moviments i ritme de l'uprock, un ball que es va desenvolupar a la dècada del 1960. L'uprock, també conegut com a Brooklyn uprock, és un estil de ball més agressiu que se sol realitzar entre dues parelles i que presenta un treball de peus i moviments de cops complexos, imitant una baralla. Com a estil de ball a part, mai va guanyar la mateixa popularitat generalitzada que el breaking, excepte per alguns moviments específics adoptats pels breakers que l'utilitzen com a variació del seu top rock. També es diu que l'Uprock té les seves arrels en les bandes, com a mitjà expressiu utilitzat per resoldre disputes territorials, on el guanyador decidia la ubicació d'una futura batalla. Tot i que alguns no estan d'acord que el breaking hagi jugat mai un paper en la mediació de la rivalitat entre bandes, el creixement inicial del breaking va servir principalment per ajudar els joves pobres del Bronx a allunyar-se de la violència de les bandes i, en canvi, a dedicar el seu temps i energia a una dansa artística. Un exemple és l'exlíder d'una banda Afrika Bambaataa, que organitzava festes de hip-hop i es va comprometre a utilitzar específicament el hip-hop per ajudar els nens a evitar la violència de les bandes. Finalment, formaria la Nació Zulu Universal per difondre el seu missatge.
Alguns breakers argumenten que, com que l'uprock era originalment un estil de ball separat, mai s'hauria de barrejar amb el breaking i que els moviments d'uprock que realitzen els breakers avui dia no són els moviments originals, sinó imitacions que només mostren una petita part de l'estil uprock original.
Esdevé esport olímpic a les olimpíades de París 2024.

## Moviments

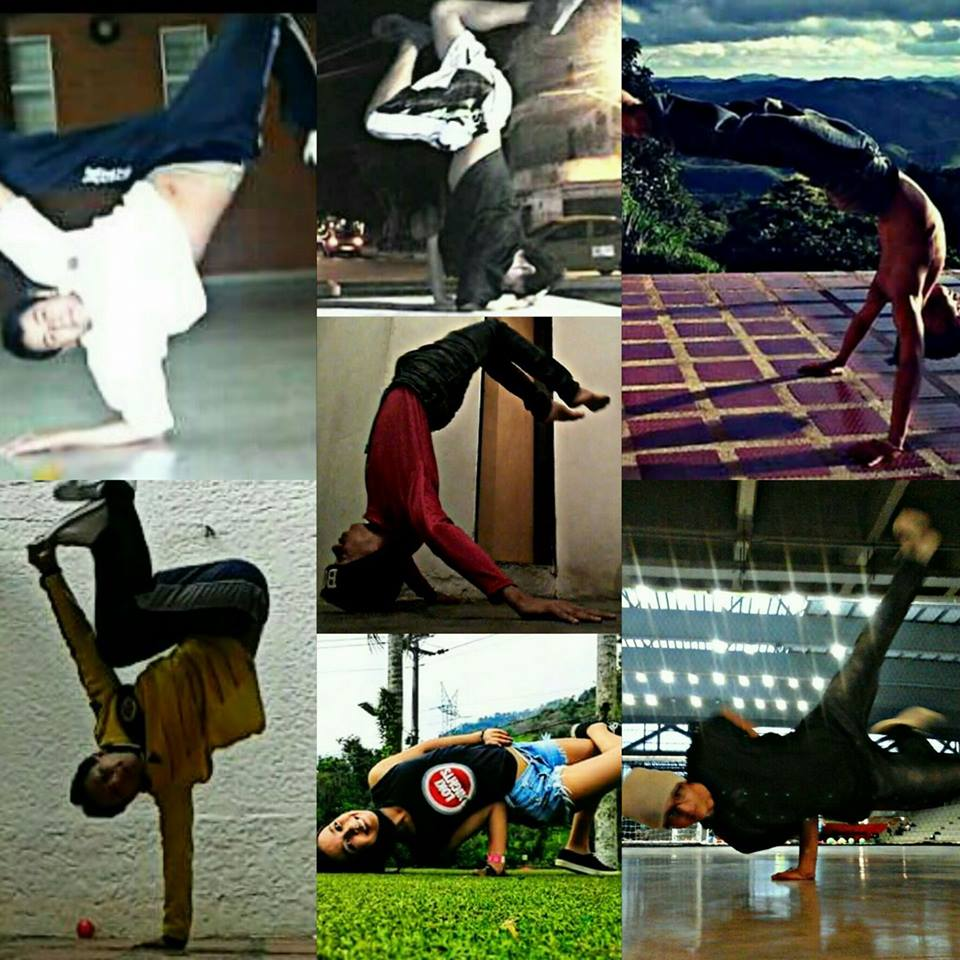
Break dance

• Toprock: El ball es realitza dempeus. Acostuma a utilitzar-se al començament del ball, sobretot en les batalles, per captar l'atenció de la gent abans de començar altres tipus de moviments més complicats.
• Downrock o footwork: Combinacions de moviments ràpids de mans i peus fets des de terra. Els passos principals d'aquest tipus de moviment són el 6-step (en el qual el ballarí fa servir els braços per aguantar el seu cos sobre el terra mentre mou les cames en forma de cercle) i algunes variants d'aquest.
• Powermoves: Es basen en moviments repetitius circulars de les cames. Són els moviments acrobàtics, més pròxims a la gimnàstica que al ball. Acostumen a ser els moviments de breakdance més espectaculars i formen la part central de les rutines dels millors b-boys i b-girls. Alguns dels passos més importants d'aquest tipus de moviment són el Windmill, l'Air Chair, l'Air Flare, l'Air Swipe, el Float, el Backspin i variants de tots ells.
• Freezes: Consisteix en el fet que el b-boy o la b-girl es queda congelat en una determinada postura. Els tricks són freezes enllaçats.
Com ocorre amb el rap, al breakdance també són habituals les batalles entre dos ballarins rivals, que improvisen una coreografia en forma de diàleg i retant-se entre ells. Bite és el fet de robar un moviment o un ball a un altre.